# Уж (приток на Припят)
Уж (на украински: Уж, Уша; на руски: Уж) е река протичаща по територията на Житомирска и Киевска област в Украйна, десен приток на Припят (десен приток на Днепър). Дължина 256 km. Площ на водосборния басейн 8080 km².
Река Уж води началото си от крайните северни, ниски разклонения на Приднепровското възвишение, между селата Новоалександровка и Сорочен в Житомирска област на Украйна, на 224 m н.в. Генералното направление на реката е североизточно, но по пътя си прави стотици завои, меандри и креволици във всички посоки. С изключение на най-горното си течение протича по широка и плитка, едва забележима долина през южната част на силно заблатената историко-географска област Полесие. Влива отдясно в река Припят (при високи води на Киевското водохранилище се влива в Припятския залив на водохранилището) на 1 km югоизточно от изоставения град Чернигов (Киевска област), на 100 m н.в. Среден наклон 0,47 m/km. Река Уборт приема множество предимно малки притоци: леви – Бастова, Радич, Могилянка, Кремна, Шестен, Жерев (96 km), Норин (84 km), Грезля, Иля (48 km); десни – Хотоза, Белка, Саженка, Синявка, Каменка, Лозница, Ослив, Звездал, Бибер, Вересня (58 km). Има основно снежно подхранване с ясно изразено пролетно пълноводие – през март, април и май. Среден годишен отток на 16 km от устието 24,7 m²/s. През различните години замръзва в периода от ноември до началото на февруари, а се размразява през март или средата на април. По течението ѝ са разположени множество предимно малки селища, в т.ч. град Коростен и сгт Народичи в Житомирска област. В Киевска област всички населени места по течението ѝ са изоставени, в т.ч. град Чернобил и сгт Полеское, поради замърсяването на района с радиоактивни вещества в резултат от чернобилската авария през 1986 г.